# KPMG Deutschland
KPMG Deutschland (offiziell KPMG AG Wirtschaftsprüfungsgesellschaft) ist ein internationales Unternehmen aus dem KPMG-Netzwerk in den Bereichen Wirtschaftsprüfung, Steuerberatung, Rechtsberatung und Unternehmens- bzw. Managementberatung mit Sitz in Berlin. Die Gesellschaft ist Gründungsmitglied der KPMG Europe LLP.
KPMG Deutschland beschäftigt rund 14.014 (Stand 30. September 2023) Mitarbeitende an 30 Standorten.

## Entstehung und Marke
KPMG entstand durch Fusion rechtlich selbständiger und unabhängiger Prüfungs- und Beratungsgesellschaften aus den Niederlanden, Großbritannien, den Vereinigten Staaten und Deutschland. Die Buchstaben geben jeweils einen Hinweis auf die Gründer und Vorsitzenden dieser Gesellschaften:
- Klynveld – nach Piet Klynveld, Gründer der Klynveld Kraayenhof & Co. in Amsterdam, gegründet 1917,
- Peat – nach William Barclay Peat, Gründer der William Barclay Peat & Co. in London, gegründet 1870,
- Marwick – nach James Marwick, Gründer der Marwick, Mitchell & Co. in New York, gegründet 1897,
- Goerdeler – nach Reinhard Goerdeler, Vorsitzender der Deutschen Treuhand-Gesellschaft, gegründet 1890.

Seit dem 1. Oktober 2008 firmiert KPMG Deutschland als KPMG AG Wirtschaftsprüfungsgesellschaft.

## Geschichte

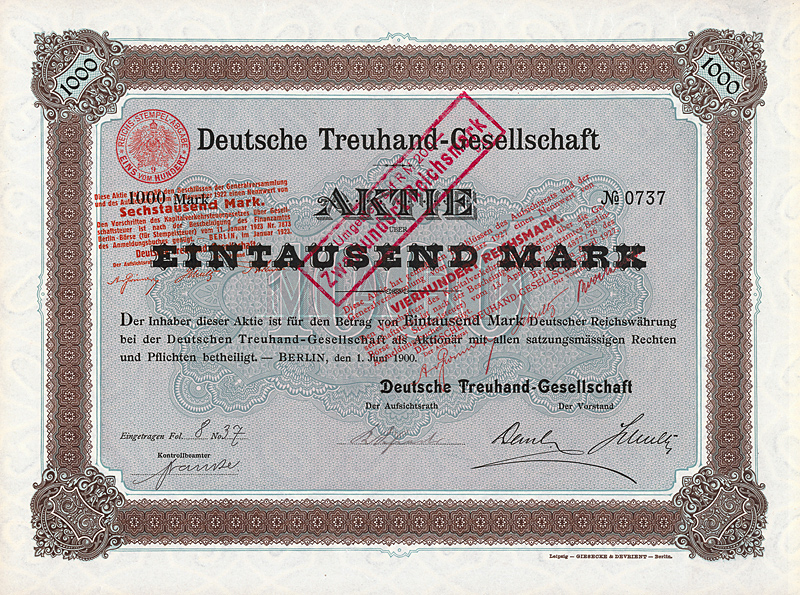
Aktie über 1000 Mark der Deutschen Treuhand-Gesellschaft vom 1. Juni 1900

- 7. März 1890: Gründung als Deutsch-Amerikanische Treuhand-Gesellschaft in Berlin zum Schutz deutscher Kapitalanlagen in Nordamerika, die damit die älteste deutsche Prüfungsgesellschaft ist.
- 18. November 1892: Umfirmierung in Deutsche-Treuhand-Gesellschaft (DTG) und Änderung des Unternehmenszwecks (jetzt unter anderem „Übernahme des Amtes als Pfandhalter“)
- 23. November 1943: Zerstörung des zentralen Verwaltungsgebäudes der DTG in Berlin durch einen Luftangriff
- Herbst 1945: Neuanfang der Geschäftstätigkeit: Das Berliner DTG-Büro eröffnet im Westteil der Stadt in der amerikanischen und englischen Besatzungszone
- 28. März 1969: Gründung der Deutsche Treuhand-Unternehmensberatung GmbH in Frankfurt a. M. (als KPMG Consulting AG verkauft im Jahre 2002)
- 1. Juli 1972: Fusion mit vier deutschen Wirtschaftsprüfungsgesellschaften zur Vereinigten Deutschen Treuhand-Gesellschaft
- 1. Juli 1979: Gründung der Auslandsorganisation Klynveld Main Goerdeler (KMG)
- 28. August 1986: Zusammenführung von KMG und Peat Marwick International zum weltweiten KPMG-Verbund
- 22. Juni 1989: Vertrag mit Treuverkehr AG über ihre Zusammenführung mit der DTG zum 1. Januar 1990
- 18. Dezember 1992: Verschmelzungsvertrag der DTG mit der KPMG Peat Marwick Treuhand GmbH (Fusion im Jahr 1993)
- Juni 2002: vollständige Trennung von KPMG Wirtschaftsprüfungsgesellschaft und KPMG Consulting AG – Verkauf der Aktienanteile an KPMG Consulting, Inc. in den USA (heute BearingPoint, Inc.)
- Oktober 2008: Umfirmierung in KPMG AG Wirtschaftsprüfungsgesellschaft

## Unternehmen

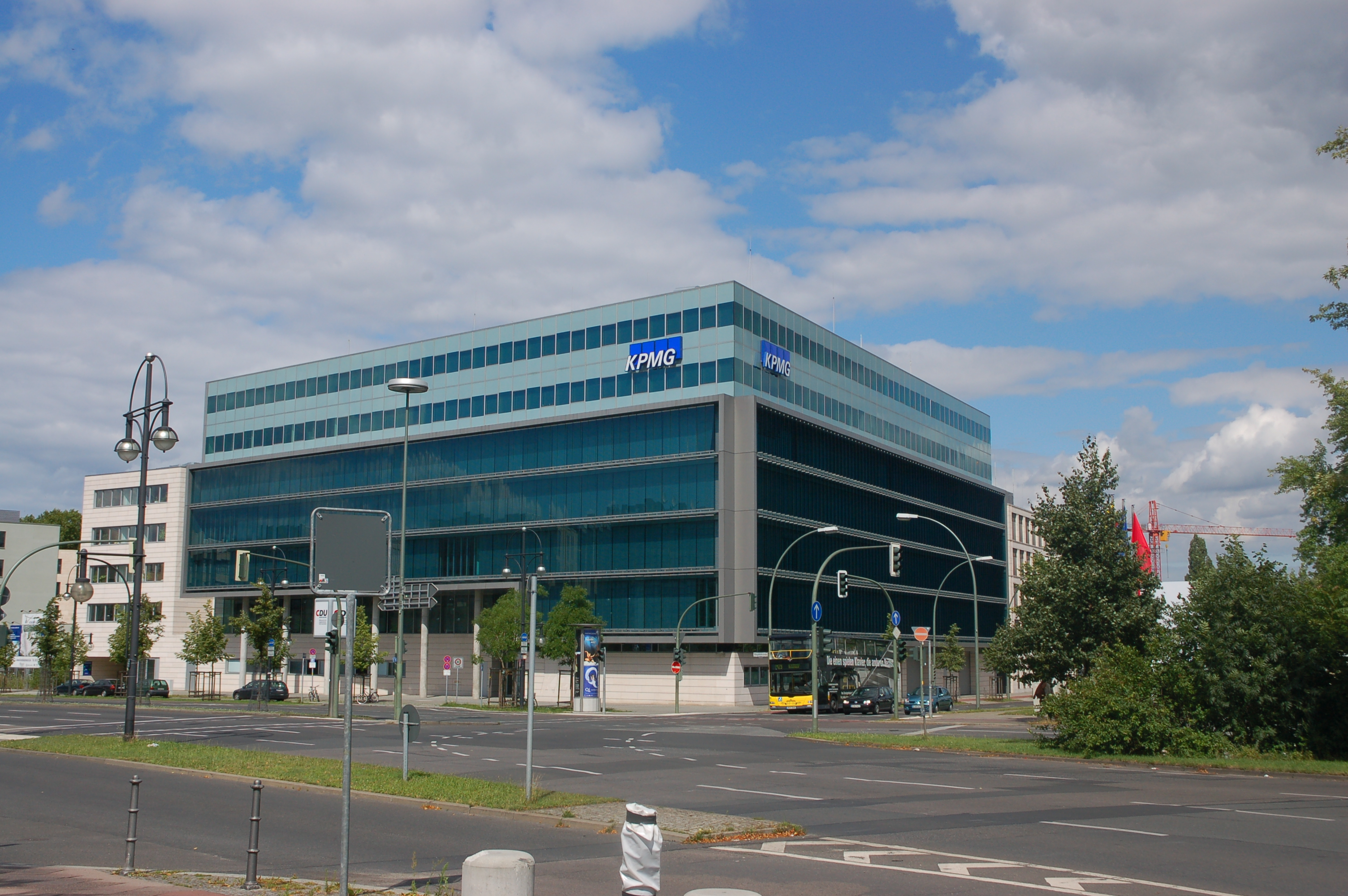
Das ehemalige „National Office“ (Deutschlandzentrale) von KPMG in Deutschland in der Klingelhöferstraße, Berlin. Der Bau wurde von dem Architekten Nicholas Grimshaw gestaltet.

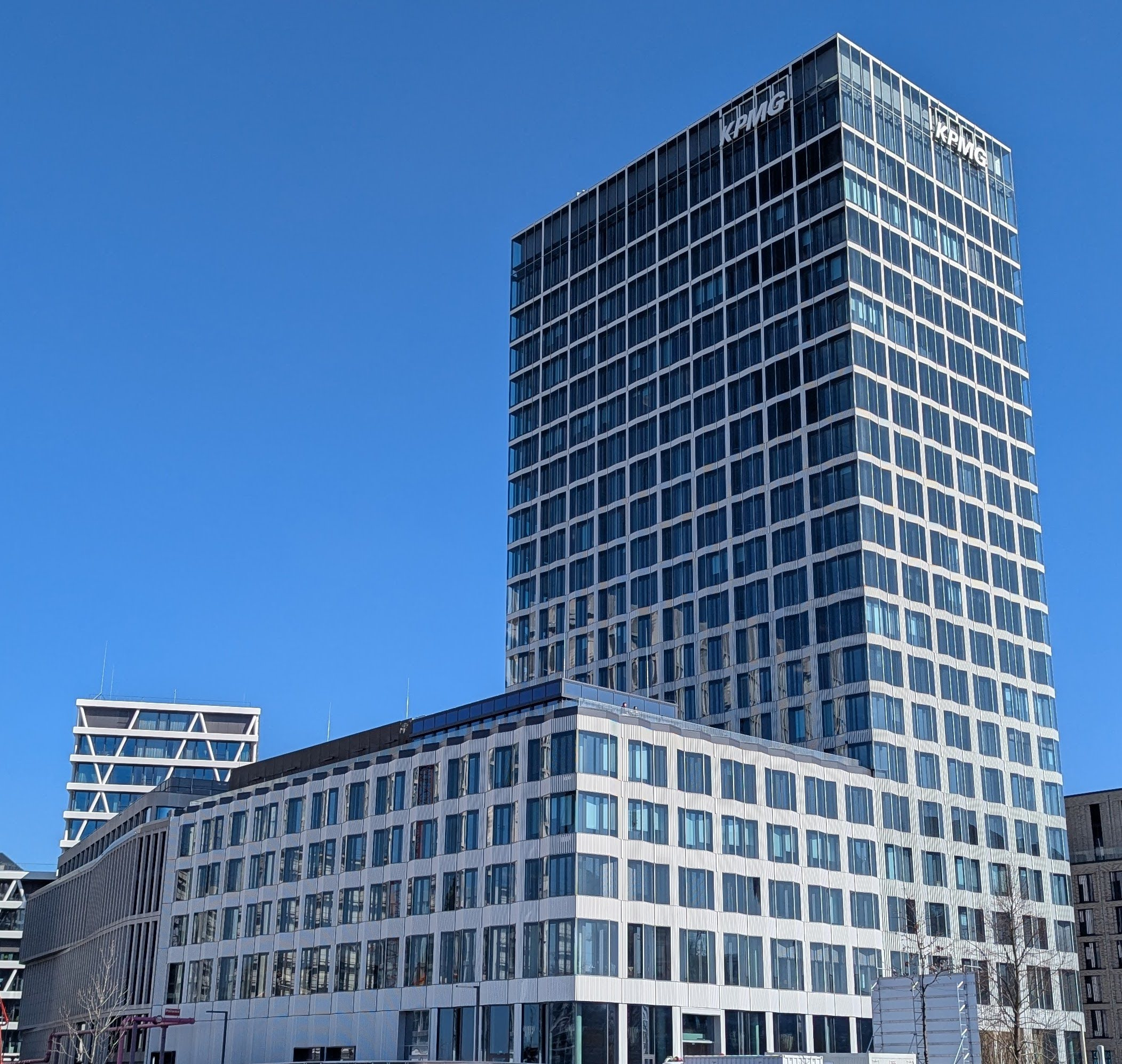
Neues Hauptgebäude am Berliner Hauptbahnhof (Ensemble aus dem Gebäude Heidestr. 58 und dem Hochhaus am Europaplatz)

KPMG Deutschland betreut Mandanten jeder Größe und aller Branchen. Das Unternehmen ist in die drei Geschäftsbereiche Audit (Wirtschaftsprüfung), Tax (Steuerberatung) und Advisory (Unternehmens- und Managementberatung) gegliedert. Darüber hinaus gibt es auch die KPMG Rechtsanwaltsgesellschaft mbH, assoziiert mit der KPMG AG Wirtschaftsprüfungsgesellschaft. Für wesentliche Wirtschaftsbranchen hat KPMG bereichsübergreifende Spezialisierung vorgenommen, mit der beispielsweise (Familien-)Unternehmen, Staat und öffentliche Hand sowie das Finanzwesen beraten werden sollen.
2002 machte der Audit-Bereich sowohl nach Anzahl der Mitarbeiter als auch nach Umsatzsumme – 40 Prozent des Umsatzes stammt aus Prüfungsaufträgen – den größten Teil des Unternehmens aus. Jedoch werden nur zehn Prozent des Gewinns im Auditbereich erwirtschaftet. Rechts-, Steuer- und Managementberatungen machten dagegen 90 Prozent des Gewinns aus.
Im Geschäftsjahr 2019 erwirtschaftete KPMG Deutschland einen Gesamtumsatz von 1,79 Milliarden Euro. KPMG prüft 2023 die Jahresabschlüsse von 10 der 40 Unternehmen aus dem DAX.
Standorte sind Augsburg, Berlin, Bielefeld, Bremen, Dortmund, Dresden, Düsseldorf, Essen, Frankfurt am Main, Freiburg im Breisgau, Friedrichshafen, Hamburg, Hannover, Jena, Karlsruhe, Kiel, Köln, Leipzig, Mainz, Mannheim, München, Münster, Nürnberg, Regensburg, Saarbrücken, Stuttgart und Ulm.
Die größte Niederlassung befindet sich mit über 2000 Mitarbeitern im größten Bürogebäude Deutschlands, The Squaire, in Frankfurt am Main. Hier befindet sich auch der Hauptsitz der KPMG Europe LLP.

## Leitung
- 1890–1901 Bernhard Dernburg
- 1983–1985 Reinhard Goerdeler
- 1985–1998 Hans Havermann
- 1998–2005 Harald Wiedmann
- 2005–2011 Rolf Nonnenmacher
- 2011–2023 Klaus Becker
- seit 2023 Mattias Schmelzer

## KPMG Deutschland in der Presse

### Flowtex
Im Flowtex-Skandal testierte KPMG die Bilanzen des Unternehmens. Den Vorwurf, die Fälschungen des Bestands an Bohrern zumindest fahrlässig übersehen zu haben, wies KPMG zurück. Die anschließenden staatsanwaltschaftlichen Untersuchungen erhärteten den Vorwurf nicht. KPMG zahlte 2001 dennoch außergerichtlich 100 Mio. DM an die betrogenen Gläubiger, insbesondere vor dem Hintergrund, dass eine Vielzahl der Gläubiger ebenfalls Mandanten der KPMG waren.

### Bundesverteidigungsministerium
KPMG wurde im Juni 2014 damit beauftragt, die Großprojekte und Arbeitsabläufe des Bundesministeriums der Verteidigung zu kontrollieren.

### Rheinland-Pfalz
Bei den Verkaufsverhandlungen sowohl des defizitären Nürburgrings wie auch des Flughafens Frankfurt-Hahn durch das Land Rheinland-Pfalz sollen die KPMG-Berater potenzielle Käufer als seriös eingestuft haben, die dies tatsächlich nicht waren.  Ein im April 2017 veröffentlichtes Gutachten wies KPMG und Minister Roger Lewentz eine Vielzahl „grober und gröbster Versäumnisse“ nach. KPMG war auf einen Hochstapler hereingefallen.

### Klardenker Onlineportal
Ferner hat KPMG in Deutschland eine eigene Redaktion für Wirtschaftsnachrichten aufgebaut. Auf dem Klardenker-Portal erscheinen für die Wirtschaftsprüfungsgesellschaft relevante Nachrichtenthemen sowie Meinungsartikel des Unternehmens.

### Sonstiges
Das Unternehmen sieht sich mit Kritik seitens der „Initiative Klassenkampf“ konfrontiert, wonach bei Unternehmensumstrukturierungen auch Methoden des Union Busting angewendet werden. So werden laut den Kritikern beispielsweise Firmenaufsplittungen mit dem Ziel empfohlen, Betriebsräte zu vermeiden.

### Cum-Ex
Nach Recherchen von WDR, NDR und Süddeutscher Zeitung waren KPMG-Berater über eine mögliche Rechtsverletzung der Varengold Bank durch Cum-Ex-Geschäfte bereits seit 2009 informiert.